# 呂寬
呂寬，西漢末年平帝時期人，曾參與狗血門事件，事件爆發後潛逃不久被捕，遭夷三族。

## 狗血門事件
莽奏言：「宇為呂寬等所詿誤，流言惑眾，惡與管蔡同罪，臣不敢隱，其誅。」
甄邯等白太后下詔曰：「夫唐堯有丹朱，周文王有管蔡，此皆上聖亡奈下愚子何，以其性不可移也。公居周公之位，輔成王之主，而行管蔡之誅，不以親親害尊尊，朕甚嘉之。昔周公誅四國之後，大化乃成，至於刑錯。公其專意翼國，期於致平。」
莽因是誅滅衛氏，窮治呂寬之獄，連引郡國豪桀素非議己者，內及敬武公主、梁王立、紅陽侯立、平阿侯仁，使者迫守，皆自殺。死者以百數，海內震焉。
王莽把持朝政將漢平帝視為傀儡，不讓漢平帝與生母衞氏相見。其子王宇怕此舉會遭平帝報復而反對。王宇的老師吳章建議他用怪事嚇唬王莽，再借此請求還政衞氏。王宇便讓內兄呂寬半夜把狗血灑在王莽府邸門口，不料卻被發現。王莽一怒之下，把親生長子王宇逮捕入獄並用毒酒賜死。王宇的夫人呂焉因為懷孕，被投進監獄，待生下孩子後再殺。呂寬潛逃後不久被捕遭誅殺，並滅三族。
狗血門事件後，王莽以此為理由誅滅衞氏，逼迫敬武公主、梁王劉立、紅陽侯王立、平阿侯王仁等上百人自殺，引起了朝野震驚。

## 被捕
「寬父素與護相知，寬至廣漢過護，不以事實語也。到數日，名捕寬詔書至，護執寬。莽大喜，徵護入為前煇光，封息鄉侯，列於九卿。」
狗血門事件發生之後，呂寬在外逃亡。呂寬的父親一直和樓護彼此交好，呂寬逃亡到了廣漢經過樓護家，卻沒有把真實情況告訴樓護。幾天後，指名逮捕呂寬的詔書到了，樓護抓捕了呂寬。王莽非常高興，徵召樓護起用他作前輝光〔西漢末平帝元始四年（西元4年），分京兆尹置前輝光、後承烈二郡〕地方的長官，封為息鄉侯，位列九卿。
「又云，護有故人呂公，無子，歸護。護身與呂公、妻與呂嫗同食。及家居，妻子頗厭呂公。護聞之流涕，責其妻子曰：“呂公以故舊窮老托身於我，義所當奉。”遂養呂公終身。」
但在《遊俠傳》裡又有另一種表述，呂公沒有子嗣，又與樓護是深交加上年老，樓護便不顧妻子的反對堅持要奉養呂公終生。
清代筆記小說《池北偶談》的作者王士禛寫下一段話反駁遊俠傳裡對呂公的描述：「按此呂公即呂寬父，所謂與護相知者，當是既執獻寬，而收養其父母耳。護出入王氏，以勢利交得官，又患難中殺故人子以媚權奸，縱養其父母終身，罪難末減。孟堅既誤收之《遊俠傳》中，又載此事以為美談，首尾自相矛盾，又誤之誤者也。」
王士禛認為如果呂公就是呂寬的父親，那麼呂公與樓護的深交便是因為樓護交出呂寬，而收養他的父母即是呂公。樓護因為捕獲呂寬討好王莽，因而取得官職，就算他最後奉養呂寬的父親，但是背叛故人而取得官職，仍然是一件大罪過。而孟堅將此事誤收錄於《遊俠傳》之中，又將此事視作美談，而文章卻又相互矛盾，是錯誤中的錯誤。

## 野史
在蔡東藩的前漢演義曾有一段針對呂寬的描述：「門吏本認識此人，乃是莽長子宇妻舅呂寬，平日嘗相往來，為何鬼鬼祟祟，逢人即避？此中定有蹊蹺。正在懷疑，驀聞有一陣血腥氣，貫入鼻中，越覺奇怪得很。慌忙返身入門，取火出照，見門上血跡淋漓，連地上亦都瞭濕，不由的毛骨悚然。亟入內報知王莽，莽怎肯不問？連夜遣人緝捕呂寬。」